# 1332.
◄ | 13. stoljeće | 14. stoljeće | 15. stoljeće | ►
◄ | 1300-ih | 1310-ih | 1320-ih | 1330-ih | 1340-ih | 1350-ih | 1360-ih | ►
◄◄ | ◄ | 1329. | 1330. | 1331. | 1332. | 1333. | 1334. | 1335. | ► | ►►
Arhitektura • Astronomija • Glazba • Knjige • Književnost • Kršćanstvo • Medicina • Pravo • Promet • Slikarstvo • Znanost

## Rođenja
- 27. svibnja – Ibn Haldun,  arapski povjesničar, historiograf i političar

## Vanjske poveznice
|  | Zajednički poslužitelj ima još gradiva o temi 1332. |